# Tweede Kamerverkiezingen in het kiesdistrict Waalwijk

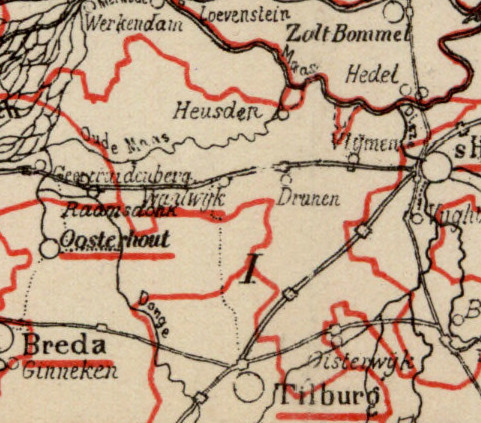
Kiesdistrict Waalwijk (1888)

Tweede Kamerverkiezingen in het kiesdistrict Waalwijk geeft een overzicht van verkiezingen voor de Nederlandse Tweede Kamer in het kiesdistrict Waalwijk in de periode 1888-1918.
Het kiesdistrict Waalwijk werd ingesteld na de grondwetsherziening van 1887. Tot het kiesdistrict behoorden de volgende gemeenten: Almkerk, Baardwijk, Berkel-Enschot, Besoijen, Bokhoven, Capelle, Cromvoirt, Drongelen, Haagoort, Gansoijen en Doeveren, Drunen, Dussen, Empel en Meerwijk, Engelen, Haaren, Hedikhuizen, Heesbeen, Eethen en Genderen, Helvoirt, Herpt, Heusden, Meeuwen, Hill en Babyloniënbroek, Nieuwkuijk, Oudheusden, Sprang, Udenhout, Vlijmen, Vrijhoeve-Capelle, Waalwijk en Waspik.
Het kiesdistrict Waalwijk vaardigde in dit tijdvak per zittingsperiode één lid af naar de Tweede Kamer. 
Legenda
- vet: gekozen als lid van de Tweede Kamer.

## 6 maart 1888
De verkiezingen werden gehouden na vervroegde ontbinding van de Tweede Kamer.
|                  | 6 maart |
| ---------------- | ------- |
| Kiesgerechtigden | 3.769   |
| Opkomst          | 3.344   |
| Geldige stemmen  | 3.326   |
| Blanco stemmen   | 13      |
| Kandidaten       |         |
| A.F. Vos de Wael | 2.182   |
| P.C. 't Hooft    | 647     |
| H.C.F. Rits      | 459     |

## 9 juni 1891
De verkiezingen werden gehouden na ontbinding van de Tweede Kamer.
|                  | 9 juni |
| ---------------- | ------ |
| Kiesgerechtigden | 3.782  |
| Opkomst          | 3.035  |
| Geldige stemmen  | 3.014  |
| Blanco stemmen   | 23     |
| Kandidaten       |        |
| W.P.A. Mutsaers  | 1.599  |
| A.F. Vos de Wael | 1.404  |

## 10 april 1894
De verkiezingen werden gehouden na vervroegde ontbinding van de Tweede Kamer.
|                  | 10 april |
| ---------------- | -------- |
| Kiesgerechtigden | 3.739    |
| Opkomst          | 1.597    |
| Geldige stemmen  | 1.550    |
| Blanco stemmen   | 47       |
| Kandidaten       |          |
| W.P.A. Mutsaers  | 1.415    |
| J. den Boer      | 46       |

## 15 juni 1897
De verkiezingen werden gehouden na ontbinding van de Tweede Kamer.
|                                 | 15 juni |
| ------------------------------- | ------- |
| Kiesgerechtigden                | 6.144   |
| Opkomst                         | 4.070   |
| Geldige stemmen                 | 4.003   |
| Blanco stemmen                  | 67      |
| Kandidaten                      |         |
| W.P.A. Mutsaers                 | 3.376   |
| A.P.R.C. van Borch van Verwolde | 627     |

## 14 juni 1901
De verkiezingen werden gehouden na ontbinding van de Tweede Kamer.
|                  | 14 juni |
| ---------------- | ------- |
| Kiesgerechtigden | 6.084   |
| Kandidaten       |         |
| W.P.A. Mutsaers  |         |

Mutsaers was de enige kandidaat; hij werd zonder nadere stemming gekozen verklaard.

## 16 juni 1905
De verkiezingen werden gehouden na ontbinding van de Tweede Kamer.
|                  | 16 juni |
| ---------------- | ------- |
| Kiesgerechtigden | 6.300   |
| Kandidaten       |         |
| J.A. Loeff       |         |

Loeff was de enige kandidaat; hij werd zonder nadere stemming gekozen verklaard.

## 11 juni 1909
De verkiezingen werden gehouden na ontbinding van de Tweede Kamer.
|                  | 11 juni |
| ---------------- | ------- |
| Kiesgerechtigden | 6.452   |
| Kandidaten       |         |
| J.A. Loeff       |         |

Loeff was de enige kandidaat; hij werd zonder nadere stemming gekozen verklaard.

## 17 juni 1913
De verkiezingen werden gehouden na ontbinding van de Tweede Kamer.
|                  | 17 juni |
| ---------------- | ------- |
| Kiesgerechtigden | 6.932   |
| Opkomst          | 5.981   |
| Geldige stemmen  | 5.903   |
| Blanco stemmen   | 78      |
| Kandidaten       |         |
| J.A. Loeff       | 4.842   |
| H. Prinsen       | 988     |
| W.H. Vliegen     | 73      |

## 15 juni 1917
De verkiezingen werden gehouden na ontbinding van de Tweede Kamer.
|                  | 15 juni |
| ---------------- | ------- |
| Kiesgerechtigden | 7.191   |
| Kandidaten       |         |
| J.A. Loeff       |         |

De zeven in de vorige Tweede Kamer vertegenwoordigde partijen hadden afgesproken in elkaars kiesdistricten geen tegenkandidaten te stellen. Loeff was derhalve de enige kandidaat; hij werd zonder nadere stemming gekozen verklaard.

## Opheffing
De verkiezing van 1917 was de laatste verkiezing voor het kiesdistrict Waalwijk. In 1918 werd voor verkiezingen voor de Tweede Kamer overgegaan op een systeem van evenredige vertegenwoordiging met kandidatenlijsten van politieke partijen.